# Albums des proscrits
Les Albums des proscrits sont une série d'albums de photographies réalisées dans les années 1850 par Charles Hugo et Auguste Vacquerie, représentant des portraits de membres des familles Hugo et Vacquerie et d'exilés politiques ayant trouvé refuge dans les îles normandes de Jersey et de Guernesey pendant la période du Second Empire.

## Contexte
À la suite du Coup d'État du 2 décembre 1851 et des mesures de sûreté générale prises sous le Second Empire contre des opposants au régime, Victor Hugo et d'autres proscrits s'exilent avec leur famille à Jersey, puis à partir de 1855 à Guernesey. En novembre 1852, Charles Hugo, formé à la technique de la photographie, installe un atelier de photographie dans la serre de Marine Terrace, la maison où réside la famille Hugo à Jersey. Entre 1852 et 1855, Charles Hugo et Auguste Vacquerie, beau-frère de Victor Hugo et ami intime de la famille, prennent plusieurs centaines de photographies et les réunissent dans des albums, souvent agrémentés de dédicaces, d'autographes, d'annotations, de dessins, de collages décoratifs, d'enluminures et d'ornementations diverses, la plupart étant offerts à leurs proches en souvenir de cette période d'exil,.

## Liste d'albums
Au total, quatorze albums photographiques réalisés par Charles Hugo et Auguste Vacquerie ont été répertoriés à ce jour.
Parmi ceux-ci, les plus connus sont les suivants :
- Album Allix ou Souvenir de Marine Terrace : album de 123 photographies prises à Jersey de 1852 à 1855, et composé entre 1855 et 1860 à Guernesey, offert par la famille Hugo à Augustine Allix. Conservé depuis 2000 par le Musée Victor Hugo (Numéro d’inventaire 2777)[5],[6],[7],[8].

- Album des proscrits : album de 60 photographies, constitué à Jersey entre 1853 et 1855 à l'intention de Juliette Drouet, rare album de cette période à avoir été constitué au fur et à mesure de la production photographique. Album conservé par la Maison de Victor Hugo (Numéro d’inventaire 2257)[9].

- Album Vacquerie : album de 43 photographies, réalisé par Auguste Vacquerie et lui ayant appartenu. Album conservé par la Bibliothèque nationale de France (Numéro d’inventaire Na 442)[10],[11].

- Album Meurice : album de 68 photographies, dont la majeure partie provient de l'atelier de Jersey, ayant appartenu à Paul Meurice. Album conservé par la Bibliothèque nationale de France (Numéro d’inventaire Na 291)[12],[13].

- Album de photographies ayant appartenu à Paul Meurice : album de photographies prises entre 1853 et 1854, ayant appartenu à Paul Meurice, conservé depuis 1984 au musée d'Orsay (Numéro d'inventaire PHO 1984 86)[14].

- Album Philippe Asplet : album de 71 photographies, réalisé entre 1853 et 1863, ayant appartenu à Philippe Asplet, connétable de Jersey et protecteur des proscrits. Album conservé depuis 2013 par la Maison de Victor Hugo (Numéro d’inventaire 2013.3.1)[15].

- Album Charles Asplet : album de 50 photographies réalisées à Jersey en 1854 et 1855, ayant appartenu à Charles Asplet, épicier à Jersey et ami de la famille Hugo. Album conservé depuis 2010 par les archives départementales de l'Oise (Numéro d'inventaire 96J17)[4].

- Album de photographies prises en 1852-1853 à Jersey et à Guernesey : album conservé par les descendants de Victor Hugo jusqu'en 1986, puis conservé au musée d'Orsay (Numéro d'inventaire PHO 1986 123)[16].

- Album Bonnet-Duverdier : recueil de 45 photographies, dont 26 proviennent de l'atelier de Jersey. Album le plus tardif, commencé 1856 à Guernesey. Album conservé par la Bibliothèque nationale de France (Numéro d’inventaire Na 441)[17],[18].